# Santa Elisa (Chile)
Santa Elisa es un sector industrial y rural de la comuna de Chillán Viejo de la Región de Ñuble, en Chile.
Limita al norte con las localidades de Oro Verde, Villa Iraira y Villa Esperanza, al sur con el Río Chillán y el sector de Las Lajuelas, al oriente con el área urbana de Chillán Viejo y al oriente con el sector Proyecto O'Higgins.
En el lugar se encuentran los restos de la antigua Estación Almarza, inaugurada en 1873 como parte de la Red ferroviaria Longitudinal Sur.
En 2018, se dio a conocer un proyecto en que Santa Elisa, se convertiría en un nuevo punto de acceso a la ciudad de Chillán, a través de una ruta que uniría a este sector con las localidades de Las Lajuelas y Boyén con la Villa Doña Francisca, a través de la Avenida Circunvalación.